# Brad Holland
John Bradley "Brad" Holland (nacido el 6 de diciembre de 1956 en Billings, Montana) es un exjugador y entrenador de baloncesto estadounidense que jugó 3 temporadas en la NBA. Con 1,90 metros de altura, lo hacía en la posición de escolta. Hasta 2010 fue entrenador asistente de la Universidad de Santa Bárbara.

## Trayectoria deportiva

### Universidad
Jugó durante 4 temporadas con los UCLA de la Universidad de California, Los Ángeles, en las que promedió 9,1 puntos y 1,1 rebotes por partido. En su última temporada promedió 17,5 puntos y 4,8 asistencias por partido, además de ser el mejor base de la historia de los Bruins en porcentaje de tiros de campo, con un 59,6% de efectividad.

### Profesional
Fue elegido en la decimocuarta posición del Draft de la NBA de 1979 por Los Angeles Lakers, donde jugó dos temporadas como uno de los últimos hombres del banquillo. Eso no quitó para conseguir el que sería su único anillo de campeón de la NBA, en su primera temporada, la 1979-80, en la que los Lakers derrotaron a Philadelphia 76ers en la final por 4-2.
En la temporada 1981-82 fue traspasado, junto con Jim Chones y dos futuras rondas del draft a Washington Bullets, a cambio de que estos no ejercieran su derecho de tanteo sobre el agente libre veterano Mitch Kupchak y así poder fichar por los Lakers. Pero apenas duró un par de meses en la capital, siendo despedido en el mes de diciembre. Firmó entonces con Milwaukee Bucks, pero solo llegó a jugar un partido, retirándose posteriormente.

## Estadísticas de su carrera en la NBA

### Temporada regular
| Temp.   | Edad | Equipo      | Liga | P  | TIT | MIN  | TC  | TCA | %TC  | 3P  | 3PA | %3P  | TL  | TLA | %TL  | R.OF. | R.DEF. | REB | ASIS | ROB | TAP | PER | FP  | PTS |
| 1979-80 | 23   | L.A. Lakers | NBA  | 38 |     | 5.2  | 1.2 | 2.7 | .423 | 0.1 | 0.4 | .200 | 0.4 | 0.4 | .938 | 0.1   | 0.3    | 0.4 | 0.6  | 0.4 | 0.0 | 0.3 | 0.6 | 2.8 |
| 1980-81 | 24   | L.A. Lakers | NBA  | 41 |     | 7.2  | 1.1 | 2.7 | .423 | 0.0 | 0.1 | .333 | 0.9 | 1.2 | .714 | 0.2   | 0.5    | 0.7 | 0.6  | 0.5 | 0.0 | 0.8 | 1.1 | 3.2 |
| 1981-82 | 25   | TOTAL       | NBA  | 14 | 3   | 13.9 | 1.9 | 5.6 | .346 | 0.0 | 0.2 | .000 | 0.2 | 0.4 | .500 | 0.4   | 0.5    | 0.9 | 1.3  | 0.8 | 0.1 | 0.6 | 0.9 | 4.1 |
| 1981-82 | 25   | Washington  | NBA  | 13 | 3   | 14.2 | 2.1 | 5.6 | .370 | 0.0 | 0.2 | .000 | 0.2 | 0.3 | .750 | 0.5   | 0.5    | 1.0 | 1.2  | 0.8 | 0.1 | 0.5 | 0.9 | 4.4 |
| 1981-82 | 25   | Milwaukee   | NBA  | 1  | 0   | 9.0  | 0.0 | 5.0 | .000 | 0.0 | 0.0 |      | 0.0 | 2.0 | .000 | 0.0   | 0.0    | 0.0 | 2.0  | 0.0 | 0.0 | 1.0 | 1.0 | 0.0 |
| Total   |      |             | NBA  | 93 | 3   | 7.4  | 1.3 | 3.2 | .403 | 0.0 | 0.2 | .190 | 0.6 | 0.8 | .746 | 0.2   | 0.4    | 0.6 | 0.7  | 0.5 | 0.0 | 0.6 | 0.9 | 3.2 |

### Playoffs
| Temp.   | Edad | Equipo      | Liga | P  | MIN | TCA | TC | 3PA | 3P | TLA | TL | R.OF. | REB | ASIS | ROB | TAP | PER | FP | PTS | %TC   | %3P | %FT   | MIN | PTS | REB | AST |
| 1979-80 | 23   | L.A. Lakers | NBA  | 9  | 32  | 5   | 10 | 0   | 0  | 4   | 4  | 2     | 5   | 3    | 5   | 0   | 3   | 8  | 14  | .500  |     | 1.000 | 3.6 | 1.6 | 0.6 | 0.3 |
| 1980-81 | 24   | L.A. Lakers | NBA  | 1  | 1   | 0   | 0  | 0   | 0  | 0   | 0  | 0     | 0   | 0    | 0   | 0   | 1   | 0  | 0   |       |     |       | 1.0 | 0.0 | 0.0 | 0.0 |
| 1981-82 | 25   | Milwaukee   | NBA  | 1  | 3   | 1   | 1  | 0   | 0  | 0   | 0  | 0     | 0   | 1    | 0   | 0   | 0   | 0  | 2   | 1.000 |     |       | 3.0 | 2.0 | 0.0 | 1.0 |
| Total   |      |             | NBA  | 11 | 36  | 6   | 11 | 0   | 0  | 4   | 4  | 2     | 5   | 4    | 5   | 0   | 4   | 8  | 16  | .545  |     | 1.000 | 3.3 | 1.5 | 0.5 | 0.4 |

### Entrenador
En 1988 regresó a UCLA como entrenador asistente, donde permaneció hasta 1992. Ese año se comprometió con la Universidad de California en Fullerton, a los que dirigió durante dos temporadas. En 1994 fichó por la Universidad de San Diego, a los que dirigió durante 13 temporadas, ganando en 1999 y 2000 el premio al mejor entrenador de la West Coast Conference. Desde 2008 hasta el 2010 ejerció como asistente en la Universidad de Santa Bárbara.